# Bracon guttator
Bracon guttator är en stekelart som beskrevs av Georg Wolfgang Franz Panzer 1804. Bracon guttator ingår i släktet Bracon och familjen bracksteklar. Inga underarter finns listade.